# 후쿠오카 소프트뱅크 호크스 (2군)
후쿠오카 소프트뱅크 호크스(일본어: 福岡ソフトバンクホークス, Fukuoka SoftBank Hawks)의 2군 팀은, 일본의 프로 야구 구단이며, 후쿠오카 소프트뱅크 호크스 계열의 구단이다. 웨스턴 리그 (일본) 구단 중의 하나이며 홈구장은 후쿠오카 현 후쿠오카 시 주오구에 미즈호 PayPay 돔 후쿠오카에서 떨어진 지쿠고 시에 있는 HAWKS 베이스볼 파크 지쿠고이다.